# Liste der Members des Order of Canada/R
Diese Liste gibt einen Überblick aller Personen, denen die Auszeichnung Member of the Order of Canada verliehen wurde.

## R
1. Jack Rabinovitch
2. René Racine
3. Serge Radchuk
4. E. Howard Radford
5. Edith May Radley
6. Otto M. Radostits
7. Barbara J. Rae
8. John A. Rae
9. John Arthur (Jackie) Rae
10. G. Charles Rafter
11. Ray V. Rajotte
12. Vivian Morris Rakoff (2015)
13. Stephen James Ralls
14. Jacki Ralph Jamieson
15. Patricia Marie Ramage
16. Stephen R. Ramsankar
17. Donald Allan Ramsay
18. Russell Harold Ramsay
19. James A. Rankine
20. Kris Rao
21. Abraham Rapoport
22. Harry Rasky
23. Lola Rasminsky
24. Elinor Gill Ratcliffe
25. Eldon D. Rathburn
26. Edward J. Ratushny
27. Leonard P. Ratzlaff
28. Mohamed Iqbal Ravalia (2015)
29. Gordon Rawlinson (2012)
30. Nazmudin Rayani
31. Helen Mary Raycheba
32. W. Harold Rea
33. Ken Read
34. Wallace Stanley Read
35. Angela Rebeiro
36. John D. Redfern
37. Mildred Redmond
38. George Robert Reed
39. Barbara E. Reesor
40. Beatrice R. Reeves
41. David Regan
42. Henry A. Regier
43. Barbara Reid (2013)
44. Dennis Reid
45. Elizabeth Reid
46. Fiona Reid
47. Ian Job Reid
48. Ian L. Reid
49. M. Joy Reid
50. Margot Grant Reid
51. Marion Loretta Reid
52. Roland Antoine Reid
53. William W. Reid
54. Eugene D. Reimer
55. Helena F. Reimer
56. Sigmund Reiser
57. Heather Maxine Reisman
58. Dorothy Reitman
59. Ivan Reitman
60. John Rekai
61. Kati Rekai
62. Paul Rekai
63. Gil Rémillard
64. Garry L. Rempel (2015)
65. Gabriel Renaud
66. Jeanne Renaud
67. Marc Renaud
68. Donald Andrews Rennie
69. Stanley George Reynolds
70. Paul J. Rezansoff
71. Pauline E. Rhéaume
72. Nino Ricci
73. Donald I. Rice
74. G. R. A. (Dick) Rice
75. Antoine Richard
76. Jacqueline Richard
77. Judith Richard
78. Léon Richard
79. René Richard
80. Zachary Richard
81. Carol Lillian Richards
82. Dal Murray Richards
83. David Adams Richards
84. Boyce Richardson
85. Ernest M. Richardson
86. George T. Richardson
87. Hartley T. Richardson
88. J. Howard Richardson
89. Jack Richardson
90. Tannis M. Richardson
91. Jean H. Richer
92. Diane Richler
93. Garnet Baker Rickard
94. John Carman Ricker (2015)
95. Donald Sheridan Rickerd
96. Fran Rider (2015)
97. Wayne K. Riddell
98. Alan D. Ridge
99. John Brabant Ridley
100. Bernard E. Riedel
101. Douglas Riley
102. H. Sanford Riley
103. John Derek Riley (2013)
104. Sean Riley (2011)
105. Michel Ringuet (2013)
106. Jean-Guy Rioux (2012)
107. Marcia Hampton Rioux (2014)
108. Ralph F. Ritcey
109. Marguerite Elizabeth Ritchie
110. Ronald S. Ritchie
111. Paul L. Rivard
112. Donald B. Rix
113. Angèle Rizzardo
114. Simone Roach
115. James I. (Jim) Robb
116. Denise Robert (2014)
117. Edward Moxon Roberts
118. Harry D. Roberts
119. Jean Roberts
120. Vera Roberts
121. Brenda Robertson
122. Bruce Robertson
123. Charlene M. T. Robertson
124. Elizabeth Chant Robertson
125. Joseph D. Robertson
126. Marion Robertson
127. Aldoria Robichaud
128. Michel Robichaud
129. Esther Manolson Robins
130. Eallien L. Robinson
131. Geoffrey C. Robinson
132. Harold S. Robinson
133. Michael P. Robinson
134. Oren Robison
135. Pierrette Robitaille (2011)
136. John Redmond Roche
137. Ernest Rocheleau
138. Suzanne Rochon Burnett
139. Jean A. Roe
140. Albert Roger
141. Gordon Rix Rogers
142. Pierre Rolland
143. Luke Rombout
144. Leon Rooke
145. Noralou Roos
146. Mary Julia Roper
147. Alan Henry Rose
148. Gerald F. Rose
149. Sheila Rose
150. Perry Rosemond
151. Harry Rosen
152. Ronald Rosenes (2014)
153. Sara Rosenfeld
154. Anne G. Ross
155. Armand J. Ross
156. Frederick J. Ross
157. James W. Ross
158. James W. Ross
159. Joyce L. Ross
160. R. Ian Ross
161. Robert T. Ross
162. Sinclair Ross
163. Susan A. Ross
164. Walter R. Ross
165. Walter Wylie Rosser
166. Lawrence Rossy (2015)
167. Wayne Rostad
168. Sandra Rotman (2013)
169. Katherine Rouillard (Riddell)
170. Henriette P. Rouleau
171. Michèle Rouleau (2012)
172. Byron P. Rourke
173. Alain P. Rousseau
174. Gaston Rousseau
175. Louise Rousseau
176. Basile Roussel
177. Claude Roussel
178. Gérald Roussel
179. Gérard Roussel
180. Kathleen Rowan-Legg
181. Kenneth C. Rowe
182. Penelope M. Ayre Rowe
183. Graham Westbrook Rowley
184. Mark H. Rowswell
185. Charles Roy
186. Claudette Denise Roy
187. Jean-Guy Roy
188. Jean-Marie Roy
189. Louis-Joseph Roy
190. Michel Roy
191. Muriel Kent Roy
192. Roger Roy
193. René Rozon
194. Mary Rozsa de Coquet (2015)
195. Jan Rubes
196. Susan Rubes
197. Clayton C. Ruby
198. Calvin Woodrow Ruck
199. C. Mervyn Ruggles
200. Jane Vance Rule
201. Robert L. Rumball
202. Ignatius A. Rumboldt
203. Elizabeth Rummel
204. Dorothy Wetherald Rungeling
205. Roseann Runte
206. Charles H. Rushton
207. Andy Russell
208. Gordon Russell
209. John Laurel Russell
210. Kelly Russell (2013)
211. Margaret Miriam Russell
212. Thomas G. Rust
213. Nigel Rusted (2011)
214. Nancy Ruth
215. Terrence Ryan
216. Gus Ryder
217. Mildred Helfand Ryerson